# Petrochelidon fuliginosa
Petrochelidon fuliginosa là một loài chim trong họ Hirundinidae.